# Efterskola

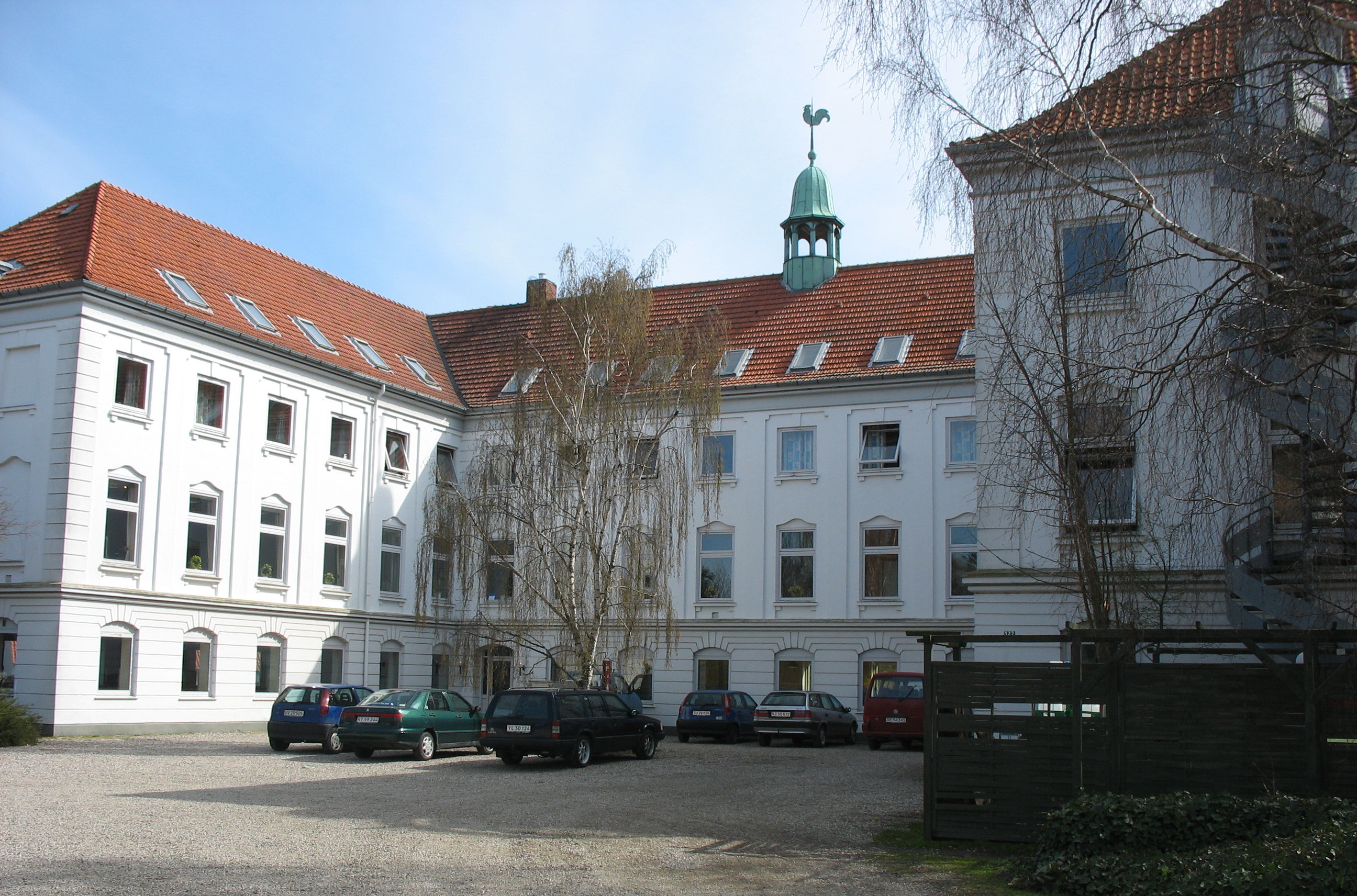
Odsherreds efterskola i Danmark.

En efterskola (danska: efterskole) är en frivillig skolform mellan den obligatoriska primärutbildningen och den frivilliga sekundärutbildningen.
Skolformen är vanlig i Danmark, där den funnits sedan slutet av 1800-talet och expanderat vid 1900-talets slut, och eleverna kan i många fall även välja att bo på skolan. Miljön är tänkt att vara lugnare, och förutom utbildning även ge större valfrihet samt mer tid för eftertanke och reflektion. Skolformen finns också på vissa håll i Tyskland, bland annat i förbundslandet Schleswig-Holstein vid gränsen mellan Danmark och Tyskland. Många elever på Sønderjyllands efterskolor har kommit från Sydslesvig.